# Ruschia brevipes
Ruschia brevipes är en isörtsväxtart som beskrevs av L. Bol. Ruschia brevipes ingår i släktet Ruschia och familjen isörtsväxter. Inga underarter finns listade i Catalogue of Life.